# Автомобільні шляхи Київської області
Автомобільні шляхи Київської області — мережа автомобільних шляхів державного та обласного значення, які знаходяться на території Київської області.
Загальна протяжність доріг складає 8846,2 км, з них:
- державного значення 2470,7 км;
- місцевого значення 6375,5 км.

## Дороги державного значення
На балансі та експлуатаційному утриманні Служби автомобільних доріг у Київській області знаходиться 2470,7 км автомобільних доріг загального користування державного значення, в тому числі:
- міжнародних — 468,7 км (19 % від загальної мережі);
- національних — 379,5 км (15 %);
- регіональних — 921,7 км (37 %);
- територіальних — 700,8 км (28 %).

### Дороги міжнародного значення[2]
Територією Київської області проходить 5 автодоріг міжнародного значення:
- М01  Київ — Чернігів — Нові Яриловичі (на м. Гомель)
- М03  Київ — Харків — Довжанський (на м. Ростов-на-Дону)
- М05  Київ — Одеса
- М06  Київ — Чоп (на м. Будапешт через мм. Львів, Мукачево і Ужгород)
- М07  Київ — Ковель — Ягодин (на м. Люблін)

### Дороги національного значення
Територією Київської області проходить 4 автодороги національного значення:
- Н01  Київ — Знам'янка
- Н02  Кременець — Біла Церква — Ржищів — Канів — Софіївка
- Н07  Київ — Суми — Юнаківка (на м. Курськ)
- Н08  Бориспіль — Дніпро — Запоріжжя (через м. Кременчук) — Маріуполь

### Дороги регіонального значення
Територією Київської області проходить 11 автодоріг регіонального значення:
- Р01  Київ — Обухів
- Р02  Київ — Іванків — Овруч
- Р03  Східний обхід м. Києва
- Р04  Київ — Фастів — Біла Церква — Тараща — Звенигородка
- Р09  Миронівка-Канів
- Р17  Біла Церква — Тетіїв — Липовець — Гуменне — М12
- Р18  Житомир — Попільня — Сквира — Володарка — Ставище
- Р19  Фастів — Митниця — Обухів — Ржищів
- Р30  Під'їзд до м. Ірпеня
- Р64  Ківшовата — Шушківка — Лисянка — Моринці — Шевченкове — Тарасівка — Н16
- Р69  Київ — Вишгород — Десна — Чернігів

На виконанні робіт з експлуатаційного утримання автомобільних доріг державного значення, в тому числі зимовий період, задіяно 4 основних підрядників, які визначені за результатами проведених конкурсних торгів:
- ТОВ «Автомагістраль-Південь»
- ДП «Київський облавтодор»
- ТОВ «Спец Комплект Постач»
- ПП «Автомагістраль».

## Дороги місцевого значення
На балансі Департаменту регіонального розвитку та житлово-комунального господарства Київської обласної державної адміністрації знаходиться 6375,5 км автомобільних доріг загального користування місцевого значення, в тому числі:
- обласних — 4171,8 км;
- районних — 2203,7 км.

Експлуатаційне утримання обласних та районних доріг здійснює ТОВ «Спец Комплект Постач» за результатами торгів.